# Merinóvsxina
Merinóvsxina (en rus: Мериновщина) és un poble de l'óblast de Kírov, a Rússia, segons el cens del 2010 tenia 96. Pertany al districte (raion) de Viàtskie Poliani.